# Christian Krollmann
Christian Anton Christoph Krollmann (né le 11 février 1866 à Brême et mort le 19 juillet 1944 à Königsberg)  est un philologue, bibliothécaire et archiviste allemand. Il est considéré comme l'un des plus grands experts de l'histoire régionale de la Prusse-Orientale.

## Biographie
Krollmann étudie la philologie à Marbourg, Munich et Halle et l'histoire à l'Université de Königsberg, où il obtient un doctorat en 1904. En 1902, il devinet archiviste du prince Dohna à Schlobitten. Bibliothécaire municipal depuis 1917, il devient en 1924 directeur de la bibliothèque municipale de Königsberg (de) et des archives municipales de Königsberg (de). Il prend sa retraite en 1934.
En 1923, il est cofondateur de la Commission historique pour la recherche d'État de Prusse-Orientale et Occidentale, avec laquelle il fonde la Altpreußische Biographie

## Travaux
- Die Begründung des Defensionswerks im Herzogtum Preußen unter dem Markgrafen Georg Friedrich und dem Kurfürsten Joachim Friedrich (zugleich phil. Diss. an der Albertus-Universität Königsberg i. Pr.). I. Teil, Berlin 1904.
- Ostpreußens Burgen, Berlin 1905.
- Der Besitz der Toten Hand im Kreise Preußisch-Holland zur Zeit des Deutschen Ordens, Sitz Berlin des Verbandes für Geschichte von Ost- und Westpreußen 10 (1917), S. 11–12
- Die Wiederherstellung des Epitaphs Peters Burggrafen zu Dohna aus der evangelischen Kirche in Mohrungen. In: Oberländische Geschichtsblätter, Heft 6, Königsberg 1904, S. 81–94.
- Schlobitter Erinnerungen an das Jahr 1807. In: Oberländische Geschichtsblätter. Heft 9, Königsberg 1907, S. 1–13.
- Das Defensionswerk im Herzogtum Preußen. II. Teil. Das Defensionswerk unter dem Kurfürsten Johann Sigismund. Berlin 1908.
- König Friedrich Wilhelm III. und Königin Luise in Schlobitten 1802. In: Oberländische Geschichtsblätter, Bd. 3 (Heft 11–15), Königsberg 1909–1913.
- Das Heilige-Geist-Hospital zu Preußisch-Holland im Mittelalter. In: Altpreußische Monatsschrift 53 (1917), S. 466–482.
- Geschichte der Stadtbibliothek zu Königsberg, Königsberg 1929.
- Politische Geschichte des Deutschen Ordens in Preußen, Königsberg 1932.
- Die Entstehung der Stadt Königsberg <Pr.>, Ost-Europa-Verlag, Königsberg, Berlin 1939.

En tant qu'éditeur
- Die Selbstbiographie des Burggrafen Fabian zu Dohna (1550-1621) nebst Aktenstücken zur Geschichte der Sukzession der Kurfürsten von Brandenburg in Preußen aus dem fürstlich dohnaschen Hausarchive zu Schlobitten, Leipzig 1905.
- Landwehrbriefe 1813. Ein Denkmal der Erinnerung an den Burggrafen Ludwig zu Dohna-Schlobitten. In: Quellen und Darstellungen zur Geschichte Westpreußens, Bd. 9, Danzig 1913.
- Altpreußische Biographie, Königsberg 1936.
- Krollmann, Christian, A., Chr. In: Robert Volz: Reichshandbuch der deutschen Gesellschaft. Das Handbuch der Persönlichkeiten in Wort und Bild. Band 1: A–K. Deutscher Wirtschaftsverlag, Berlin 1930, DNB 453960286, S. 1022.